# Ulica Sławinkowska
Ulica Sławinkowska w Lublinie – ulica w Lublinie o długości ok. 3 km. Łączy ona aleję Warszawską z miejscowościami na północ od miasta takimi jak Marysin i Natalin. Na odcinku od ul. Zbożowej do granic administracyjnych miasta stanowiła dawniej część drogi wojewódzkiej nr 809. Obecnie jest drogą powiatową. Nazwa pochodzi od dawnego folwarku Sławinek, na terenie którego znajduje się Ogród Botaniczny UMCS. Ulica Sławinkowska znajduje się w granicach dzielnicy Sławin.
Przy ulicy od strony wlotu do alei Warszawskiej zlokalizowany jest ogród botaniczny. Dodatkowo przy Sławinkowskiej można znaleźć ogródki działkowe, hotel i supermarkety. W latach 2013–2014 dojazd od strony al. Warszawskiej był zamknięty ze względu na remont tamtej ulicy. W listopadzie 2014 roku w związku ze wzmożeniem ruchu przez ulicę zdecydowano o jej poszerzeniu i dobudowaniu na odcinku 150 m chodnika.